# MS Fu Shan Hai
MS Fu Shan Hai (chin. 富山海) – chiński statek – masowiec, zbudowany w 1994 roku, zatonął w kolizji na Bałtyku 31 maja 2003 r.

## Opis
"Fu Shan Hai" był masowcem zbudowanym w 1994 roku w stoczni Jiangnan Shipyard w Szanghaju. Armatorem była chińska firma COSCO Bulk Carrier Co. Ltd. 

## Kolizja
31 maja 2003 r. "Fu Shan Hai" płynął z Ventspils (Windawy) na Łotwie w stronę Wielkiego Bełtu z ładunkiem 66 tysięcy ton nawozów do Chin. O godzinie 12.18 doszło do jego kolizji z około dziesięciokrotnie mniejszym cypryjskim kontenerowcem MS "Gdynia" (armator: Euroafrica Linie Żeglugowe), płynącym z ładunkiem kontenerów do Hull w Wielkiej Brytanii. Kolizja miała miejsce na północ od Bornholmu, na pozycji 55°21′00″N 14°44′06″E/55,350000 14,735000, podczas dobrej pogody i widzialności.
Oba statki płynęły przecinającymi się kursami, "Gdynia" płynęła kursem z lewej burty "Fu Shan Hai" i powinna była ustąpić mu z drogi. Na mostku "Gdyni" wachtę pełnił tylko II oficer (mający 14 miesięcy praktyki oficerskiej na statkach), który w oparciu o system antykolizyjny ARPA źle ocenił sytuację, że "Gdynia" przy podjętym niewielkim zwrocie w prawo przejdzie za rufą "Fu Shan Hai". "Gdynia" o 12.11 rozpoczęła wykonywanie zwrotu. "Fu Shan Hai" z kolei o 12.13 zastopował maszynę. Zwrot okazał się niewystarczający i "Gdynia" o 12.18 uderzyła pod kątem prostym dziobem w lewą burtę "Fu Shan Hai" na wysokości grodzi między pierwszą a drugą ładownią.
Ponieważ woda zalała pokład, załoga opuściła "Fu Shan Hai" na łodziach ratunkowych przed godz. 14. Nikt nie doznał obrażeń. Statek następnie zatonął o 20.49. "Gdynia" miała jedynie uszkodzony dziób i zawróciła w celu naprawy do Gdyni.
"Fu Shan Hai" był największym statkiem, jaki do tamtej pory zatonął na Bałtyku.